# Valpelline (bergdal)

Valpelline is een bergdal in de Noord-Italiaanse regio Aostadal.
De vallei ligt ten noorden van de provinciehoofdstad Aosta en is een zijdal van het Sint-Bernharddal waardoor de weg naar de Grote Sint-Bernhardpas loopt. Het Valpelline-dal is uitgesleten door de rivier de Buthier de Valpelline die ontspringt uit de gletsjers van de Dent d'Hérens. Tussen 1955 en 1965 is er bij de hameau La Lechère een 155 meter hoge stuwdam gebouwd waardoor het kunstmatige Place-Moulin bergmeer ontstaan is. Aan de noordzijde wordt het Valpelline begrensd door de hoofdketen van de Pennische Alpen met als hoogste toppen de Mont Vélan (3708 m), Tête Blanche (3724 m) en de Dent d'Hérens (4171 m). In het zuiden vormt een bergkam met als hoogste punt de Mont Faroma (3073 m) de scheiding met het dal van de Dora Baltea.  

## Gemeenten in het dal
- Valpelline
- Ollomont
- Oyace
- Bionaz

## Belangrijkste bergtoppen
- Dent d'Hérens (4171 m)
- Tête Blanche (3724 m)
- Mont Vélan (3708 m)
- Gran Becca Blanchen (3680 m)